# SonAir
SonAir Serviço Aéreo, conocida como SonAir, era una filial de Sonangol Group, la compañía nacional petrolífera de Angola. 
Su modelo de negocio era el transporte de helicópteros al servicio de la industria petrolífera de Angola, transportando gente a las instalaciones.
La compañía era también la primera en proporcionar transporte de pasajeros y carga directo entre Angola y los Estados Unidos. La aerolínea efectuaba tres vuelos semanales entre Houston y Luanda con un Boeing 747-400 (10 Primera Clase, 143 Clase Business y 36 asientos de clase turista), operando con un esquema ACMI por Atlas Air.

## Destinos
En julio de 2011 SonAir operaba vuelos regulares a los siguientes destinos:
- Domésticos 
  - Benguela (Aeropuerto de Benguela)
  - Cabinda (Aeropuerto de Cabinda)
  - Catumbela (Aeropuerto de Catumbela)
  - Luanda (Aeropuerto Quatro de Fevereiro) Base de operaciones
  - Lubango (Aeropuerto de Lubango)
  - Ondjiva (Aeropuerto de Ondjiva Pereira)
  - Soyo (Aeropuerto de Soyo)

- Internacionales 
  - Houston (Aeropuerto Intercontinental George Bush) (vuelos operados por World Airways)

## Flota Histórica
La aerolínea durante su existencia operó las siguientes aeronaves: